# Столкновение над Вашингтоном (1949)
1 ноября 1949 года при заходе на посадку в Национальном аэропорту города Вашингтон в воздухе столкнулись боливийский истребитель P-38 и авиалайнер DC-4 американской компании Eastern Air Lines, после чего оба самолёта упали на землю в полумиле от аэропорта. В катастрофе погибли все 55 человек на борту пассажирского самолёта (4 члена экипажа и 51 пассажир, включая 2 детей), пилот истребителя получил ранения, но выжил. На момент событий это была крупнейшая катастрофа гражданского самолёта.

## Хронология событий
Дуглас выполнял рейс 537 из Бостона в Вашингтон с несколькими промежуточными остановками. Пройдя Бэлтсвилл и в 15 милях северо-восточнее Национального аэропорта, экипаж на частоте 119,1 МГц связался с диспетчерской вышкой аэропорта и получил указания по выполнению захода на посадку с левой стороны на полосу 3. Всего за минуту до этого в 11:37 с этой же полосы 3 взлетел истребитель P-38 правительства Боливии, а пилотировал его Эрик Риос Бриду (исп. Erick Rios Bridoux). Сам лётчик впоследствии утверждал, что взлетал с полосы 36. Риос выполнял тестовый полёт и через Пола Обена (англ. Paul M. Aubin) уведомил вышку о своём полёте, связь при этом будет вестись через УКВ-передатчик по каналу B на частоте 126,18 МГц. Также Риос утверждал, что просил Обена уведомить вышку, чтобы в случае потери радиосвязи диспетчеры передавали сообщения посредством световых сигналов. Обен, однако, заявил, что последнего сообщения не получал. Время взлёта истребителя было отмечено как 11:37. Небо над аэропортом было ясным, горизонтальная видимость 15 миль при вертикальной 6500 футов (около 2000 метров), на 3500 футах (около 1000 метров), ветер северо-восточный 20—25 миль/ч.

### Показания лётчика P-38
P-38 поднялся до высоты 300 футов и к северу от Пентагона начал выполнять левый поворот, когда из-за сбоя в работе правого двигателя лётчик принял решение приземлиться. Набрав высоту 2500 футов (762 метра) и продолжая подниматься, он выполнил второй левый разворот и направился на юг параллельно полосе 36. При прохождении траверза диспетчерской вышки Риос сообщил диспетчеру: «Вашингтон-башня, это боливийский P-38. Отказ двигателя, запрашиваю указания по заходу на посадку». Ему поначалу не ответили, поэтому лётчик выполнил ещё один левый разворот, чтобы увидеть световые сигналы с башни, но их не было. Истребитель находился между аэродромом Боллинг и Национальным аэродромом на высоте около 3500 футов, когда с башни спросили: Боливийский «P-38, вы запрашивали указания на посадку?». Риос передал: «Да, у меня проблемы с двигателем. Я спешу». Тогда с башни ответили: «Боливийский P-38, разрешение на посадку номер два на полосу 3». Как утверждал лётчик, диспетчеры при этом не предупредили его о том, что перед ним заходит на посадку пассажирский самолёт. Истребитель выполнил четвёртый левый разворот, завершая тем самым полёт по кругу, и на сниженной поступательной скорости 150 миль/ч начал снижаться с вертикальной скоростью 500—600 футов в минуту (152—183 м/мин) до высоты около 2400 футов (730 метров).
Во время снижения на высоте 1500 футов (457 метров) истребитель совершил доворот влево и снизился до высоты 1200 футов (366 метров). Во время этого доворота лётчик увидел самолёт C-60 либо C-45, который выполнил посадку на полосу 3 или 36 и освободил её. Довернув на курс 20° для посадки на полосу 3, Риос передал: «Вашингтон-башня, боливийский P-38 на подходе». На это диспетчер ответил: «Боливийский P-38, разрешаю посадку на полосу 3». Из соображений безопасности лётчик выполнял заход на посадку несколько выше обычного. Спустя минуту после выхода из базового разворота он выпустил шасси и довыпустил закрылки. Находясь западнее глиссады, лётчик неожиданно услышал в эфире: «Отверните влево, отверните влево». Так как это сообщение прозвучало без указания позывных, то Риос не понял, кому оно предназначалось, но затем почти сразу почувствовал удар.

### Показания диспетчеров
Истребитель взлетел с полосы 3, после чего выполнил левый разворот и в 10 милях западнее аэропорта начал набор высоты. После второго левого разворота самолёт направился в южном направлении, продолжая набор высоты. P-38 наблюдался с башни, когда он выполнил левый разворот и оказался к югу от Александрии на высоте от 3 до 4 тысяч футов. Кружа к югу от Александрии, лётчик доложил: Вашингтон-башня, это боливийский 927 [позывные борта NX26927]. Запрашиваю указания по заходу на посадку. Диспетчер переспросил, запрашивает ли лётчик истребителя указания по посадке, на что ответ был утвердительным. Тогда диспетчер дал указания P-38 по выполнению левой схемы захода на посадку на полосу 3 с докладом о проходе к западу от башни с подветренной стороны. Риос, однако, не подтвердил получение информации, поэтому диспетчер ещё раз повторил её. Пока были попытки передать инструкции лётчику истребителя, пилоты авиалайнера компании Eastern получили разрешение на посадку на полосу 3 первыми в очереди.
Рейс 537 наблюдался в полутора милях к западу и юго-западу от торца полосы 3 и выполнял последний разворот перед входом в глиссаду, тогда как P-38 выполнял более длительный разворот. Тогда диспетчер дал указание истребителю сделать разворот на 360°, так как он был вторым в очереди на посадку после DC-4, который находился несколько ниже. Подтверждения не прозвучало, поэтому следом диспетчер передал: Отверните влево, отверните влево. Хотя Риос слышал это указание, но не понял, кому оно предназначается. Тогда диспетчер повторил это указание для экипажа DC-4. Экипаж авиалайнера сразу отреагировал на полученную команду, но самолёт едва успел отвернуть на 5° влево, когда на высоте около 300 футов (91 метр) и в полумиле (около 800 метров) от торца полосы 3 произошло столкновение.

### Показания других свидетелей
DC-4 компании National Airlines выполнял рейс 53 по тому же маршруту, что и рейс 537 компании Eastern. В 11:41 рейс 53 прошёл Бэлтсвилл, после чего перешёл на связь с Национальным аэропортом. Как утверждал второй пилот, он прослушивал радиоэфир и слышал, как перед этим диспетчер давал указания самолёту Eastern по схеме захода на посадку. Затем примерно в 11:44 экипаж National получил указания по заходу на посадку, самолёт Eastern при этом находился севернее аэропорта. В это время второй пилот рейса 53 услышал, как диспетчер предупредил рейс 537 о находящемся поблизости P-38. Затем через пару минут, когда авиалайнер Eastern выполнил последний разворот, диспетчер с тревогой в голосе сообщил: Обратите внимание на P-38. Указаний по посадке рейсу 537 второй пилот рейса 53 не запомнил. Командир радиосообщения рейсу 537 вообще не запомнил.
Сержант Уильям Бакуолтер (англ. William S. Buckwalter) служил на аэродроме Боллинг и настраивал приёмник на канал B, а потому слышал рутинные инструкции, передаваемые диспетчером лётчику P-38, но не слышал подтверждения с самолёта. Затем он услышал в эфире тревожное: Боливийский, боливийский, боливийский, после чего перевёл взгляд на небо и увидел столкновение.

## Анализ данных
По опросам свидетелей и изучению обломков комиссия составила следующую картину происшествия. После взлёта P-38 поднялся на высоту 300 футов и начал выполнять левый разворот с набором высоты, направляясь на запад. В это время показания оборотов двигателя и давления масла в правом двигателе перестали соответствовать друг другу, из чего лётчик сделал вывод о сбое в работе двигателя. При этом он считал нестабильную работу двигателя не достаточно веской причиной для принятия чрезвычайных мер. Он набрал высоту 3500 футов и, довернув влево, направился в южном направлении. Оказавшись в 5 милях южнее аэропорта, лётчик не смог опознать по ориентирам своё местонахождение и фактически заблудился, чем и был вызван его удлинённый заход на посадку. Также был вызван подъём на значительную высоту, чтобы увидеть аэропорт, что в свою очередь затем привело к удлинению захода на посадку и требовало более быстрого снижения.
Движение в зоне аэропорта в это время было небольшим и, кроме P-38 и DC-4, вблизи находился только B-25 американских ВВС, который выполнял тренировочный заход на посадку на полосу 36 и в 11:43 пролетел над аэродромом без посадки. Что за C-45 или C-60 наблюдал лётчик P-38, установить не удалось, так как ни диспетчеры, ни персонал аэродрома Боллинг не могли припомнить, чтобы в это время в Национальном аэропорту садился какой-либо самолёт. В 11:44 DC-4 находился к западу от аэропорта и выполнял левый разворот, когда ему было дано разрешение на посадку на полосу 3. Истребитель в это время находился к югу от аэропорта и также заходил на посадку на полосу 3.
Диспетчер дал указание самолёту P-38 заходить на посадку по трассе с левой стороны и доложить, когда он будет в западном направлении от башни. Риос эту информацию не подтвердил и не выполнил. Тогда диспетчер дал ему указание выполнить левый разворот на 360°, так как P-38 был вторым в очереди на посадку после DC-4 перед ним. Примерно в ¾ мили от торца полосы пассажирский самолёт вышел из левого разворота и вышел на посадочную прямую к полосе 3, а истребитель в это время снижался позади и сверху него, когда диспетчер дал указание истребителю отвернуть влево. Так как истребитель этого не выполнил, то диспетчер перешёл на частоту DC-4 и велел ему срочно отворачивать влево, чтобы избежать столкновения с находящимся позади него P-38. Экипаж авиалайнера успел отклониться лишь на 5°, когда в ½ мили от аэропорта на высоте 300 футов произошло столкновение.
Левый винт истребителя врезался в фюзеляж авиалайнера в районе аварийного люка в районе задней части крыла. Фюзеляж DC-4 разломило пополам, после чего хвостовая часть упала на левый берег реки Потомак, а основная передняя часть упала в саму реку. Отдельные обломки пассажирского самолёта были найдены на железной дороге Potomac Railroad Yards и на проходящем рядом шоссе. Все находящиеся на борту пассажирского самолёта погибли. P-38 также упал в реку, а лётчик потерял сознание, но был своевременно спасён и доставлен в больницу Александрии, где вскоре пришёл в себя.

## Самолёты и экипажи

### Douglas DC-4
Douglas DC-4 (а точнее — Douglas C-54B-DC) с заводским номером DO139 и серийным 18365 был выпущен 24 ноября  1944 года  поначалу как модель R5D-2 и предназначался для военно-морского флота США. После окончания войны самолёт был переделан в гражданскую версию и в сентябре 1946 года поступил в авиакомпанию Eastern Air Lines, где получил регистрационный номер N88727 и внутренний 716. На момент катастрофы борт N88727 имел в общей сложности 12 161 час налёта.
Самолётом управлял опытный экипаж, состав которого был таким:
Командир воздушного судна — 33-летний Джордж Бей (англ. George Bay). Опытный пилот, в Eastern Air Lines начал работать с 27 декабря 1937 года сперва в качестве механика, а с 1 июля 1939 года уже в должности пилота, 6 октября 1941 года был повышен до командира. На момент катастрофы имел общий налёт 9033 часа, в том числе 888 часов на самолётах семейства DC-4.
Второй пилот — 28-летний Чарльз Р. Хазелвуд (англ. Charles R. Hazelwood). Опытный пилот, в Eastern Air Lines начал работать с 22 марта 1946 в должности пилота, базовую подготовку проходил в ВВС США. На момент катастрофы имел общий налёт 4396 часов, в том числе 26 часов на самолётах семейства DC-4.

### Lockheed P-38
Lockheed P-38L-5-LO с производственным номером 422 и серийным 7931 поступил в ВВС США 13 апреля 1945 года и получил бортовой номер 44-26927, но успел совершить лишь 15 часов налёта, так как попал в военный излишек. В связи с этим 4 января 1946 года он был передан Reconstruction Finance Corporation, которая перевела самолёт на авиабазу Уолнат-Бридж (Арканзас). В том же году истребитель был перевезён в Сеймур (Индиана), где он оставался до 1 октября 1949 года, когда был приобретён для правительства Боливии. Затем истребитель был сертифицирован для проведения воздушных гонок, префикс бортового номера при это сменился с 44- на NX-. 3 октября была проведена ещё одна проверка, после чего было дано разрешение на перевозку самолёта паромом из Сеймура на базу Шрамм (Мэриленд). Все полученные самолётом сертификаты и разрешения на момент полёта 1 ноября не действовали, то есть самолёт не имел допуска для выполнения данного полёта. P-38 затем был перемещён в Национальный аэропорт Вашингтона, где подвергся некоторым доработкам, в том числе на него были установлены дополнительные топливные баки на 165 галлонов (750 литров).
Пилотировавший его Эрик Риос Бриду (исп. Erick Rios Bridoux) по происхождению был из Боливии, но хорошо владел английским языком. В 1938 году он начал обучаться в ВВС Боливии, а с 1942 по 1945 год прошёл дополнительную стажировку в ВВС США. Также Риос обучался на гражданского пилота для работы в США, но не мог сдать экзамен из-за отсутствия необходимого сертификата, хотя такой сертификат не требовался для пилотирования P-38. На момент происшествия он имел общий налёт около 3600 часов, в том числе 80 часов на P-38.

## Причины
Выводы комиссии:
1. Экипаж и самолёт Eastern Airlines были надлежащим образом сертифицированы.
2. Эрик Риос Бриду имел действующий ограниченный экспериментальный сертификат, выданный администратором гражданской авиации, но вот самолет, на котором он летал, не был сертифицирован и не имел никаких разрешений от правительства Соединенных Штатов для проведения полёта 1 ноября.
3. Не было никаких сбоев в работе DC-4 компании Eastern Air Lines или какого-либо его оборудования, включая радиопередатчик.
4. Кроме неустойчивой частоты вращения двигателя и давления в коллекторе правого двигателя, на P-38 не было никаких других технических отказов.
5. Горизонтальная видимость в районе Национального аэропорта Вашингтона в момент происшествия составляла 15 миль, вертикальная — 6500 футов, ветер северо-восточный от 20 до 25 узлов.
6. Примерно за две минуты до столкновения DC-4 компании Eastern Air Lines был с подветренной стороны, когда получил разрешение на посадку первым в очереди на взлетно-посадочную полосу 3.
7. Р-38 был от двух с половиной до трёх миль к югу от торца взлетно-посадочной полосы 3 выше прямой подхода к данной ВПП, когда с башни наблюдали за рейсом компании Eastern, находящимся в развороте в полутора милях к западу и юго-западу со стороны захода на полосу 3.
8. Лётчик P-38 пытался посадить самолет без получения повторного разрешения от башни и без поддержания надлежащего наблюдения за другими самолетами.
9. Р-38 и DC- 4 столкнулись в ½ мили от торца полосы 3 на высоте 300 футов.
10. Башня не действовала с необходимой бдительностью и оперативностью при указании экипажу DC-4 положения Р-38 в критической ситуации, завершившейся столкновением, но это в то же время не послужило причиной катастрофы.

Вероятной причиной катастрофы послужило нарушение лётчиком P-38 выполнения захода на посадку без получения разрешения с земли и без должного наблюдения за другими самолётами.
Также в примечаниях к отчёту было указано, что так как связь с P-38 велась на частоте 126,18 МГц, а с DC-4 на частоте 119,1 МГц, то экипажи этих самолётов не могли слышать переговоров друг друга с диспетчером. В то же время, если бы диспетчер держал нажатыми не один, а оба переключателя частоты, то он мог бы давать одновременные передачи обоим самолётам.